# بزلده
بزلده (به لهستانی:  Bezledy) یک روستا در لهستان است که در گمینا بارتوشتسه واقع شده‌است. بزلده ۴۷۰ نفر جمعیت دارد.